# Эндлер, Даниэль
Даниэ́ль Эндлер (исп. Daniel Hendler; род. 3 января 1976, Монтевидео) — актёр, режиссёр, сценарист и продюсер из Уругвая, развивающий карьеру в Аргентине, где живёт с 2005 года. Известен своими ролями в таких фильмах, как El fondo del mar (2003), El abrazo partido (2004), Los suicidas (2005), Los paranoicos (2008), Mi primera boda (2011), Vino para robar (2013) y El otro hermano (2017) и других.
Работая на обоих берегах Ла-Платы (в Уругвае и Аргентине), он получил международное признание. В 2004 году Даниэль Эндлер был удостоен премии «Серебряный медведь» за лучшую мужскую роль на Берлинском кинофестивале за роль в фильме «Прерванное объятие» (исп. El abrazo partido).